# (135571) 2002 GG32
(135571) 2002 GG32, também escrito como (135571) 2002 GG32, é um objeto transnetuniano que está localizado no disco disperso, uma região do Sistema Solar. Este objeto está em uma ressonância orbital de 2:5 com o planeta Netuno. O mesmo tem um diâmetro com cerca de 160 km.

## Órbita
A órbita de (135571) 2002 GG32 tem uma excentricidade de 0.350, possui um semieixo maior de 55.161 UA. O seu periélio leva o mesmo a uma distância de 35.866 UA em relação ao Sol e seu afélio a 74.455 UA.